# Księga sądowa
Księga sądowa – rejestr zawierający wyroki, postanowienia sądów ziemskich i grodzkich, nazwiska świadków i pozwanych. 

## Historia
Początkowo wpisy w księgach sądowych były lakoniczne. Jednak szybko zakres i objętość wpisów zostały powiększone o wszystkie istotne elementy procesu, m.in. zeznania świadków, roty przysiąg sądowych, opłata sądowa czyli pamiętne, wydanie odpisu wyroku za opłatą, uchwały sejmików ziemskich (lauda), deklaracje publiczne (protesty) oraz prywatne transakcje.
Pierwsza wzmianka o księgach sądowych znaleziona została w dokumencie wystawionym przez Stanisława z Chrząstowa w roku 1322. Były one prowadzone aż do XVIII w. Początkowo były to tabliczki woskowe, na których wpisywano aktualne sprawy, zaś sprawy stare zamazywano. Razem z upowszechnieniem się papieru zaczęto prowadzić te księgi na papierze seksternym. Najstarsze zachowane księgi sądowe krakowskie są z roku 1374 oraz wielkopolskie zwane rejestrami pozwów, świadków, rot przysiąg i kar z końca XIV wieku.
W związku z ograniczonym czasem funkcjonowania sądów ziemskich (tzw. roczki) zaczęła wzrastać rola urzędu grodzkiego, który prowadził sprawy o posiadanie oraz przeprowadzał egzekucje wyroków. O ile pod względem honorowym księgi ziemskie miały pierwszeństwo, to z czasem księgi grodzkie stały się ważniejsze, ponieważ sądownictwo grodzkie (starościńskie) miało swoje siedziby, archiwum i personel, a ziemskie miało bardziej charakter samorządowy i często nie zbierało się w wyniku zrywania sejmików.

## Księgi grodzkie
Księgi grodzkie dzieliły się na dwie serie.
Pierwszą serię stanowiły księgi, do których dokonywano wpisów o charakterze wieczystym i zwano je „acta castrensia (nazwa rejonu) transactionum perpetuarum” (księgi transakcji). Wpisywano do nich transakcje takie jakie kupno ziemi, sprzedaż ziemi, zamiany, darowizny. W nich też oblatowano wcześniejsze dokumenty związane z transakcjami, takie jak nadania królewskie, testamenty, dokumenty funduszowe kościoła. Przykładowo w kancelarii goniądzkiej jedna księga z lat 1668-1764 zawiera wpisy z czterech lat.
Drugą serię stanowiły księgi, do których wpisywano dokumenty o charakterze niewieczystoksięgowym i zwano je „acta castrensia (nazwa rejonu) relationum” (księgi relacji). Wpisywano tam akty plenipotencji, pożyczek, testamentów, zastawów, posagów, taryf podatkowych, lauda (czyli uchwały sejmików), instrukcje. W końcu XVII wieku jedna księga mogła zawierać wpisy z dziesięciu lat, a w połowie XVIII wieku, trzeba było zakładać nową księgę co roku. Księgi relacji były znacznie węższe od ksiąg transakcji i zwano je powszechnie „dudkami”.
W miarę zwiększania się liczby transakcji zaczęto od XVI wieku stosować podziały ksiąg na kategorie:
- inskrypcje – akty prawne szczególne o charakterze wieczystym (zazwyczaj dotyczące nieruchomości)
- relacje – zeznania urzędników o dokonanych czynnościach prawnych np. z dostarczenia pozwu, wprowadzenia w posiadanie (wpisywano do nich przy okazji też np. teksty testamentów)
- protestacje (manifestacje) – skargi na dokonane przestępstwa
- akty publiczne – m.in. sejmowe i sejmikowe

Spośród księg grodzkich wyspecjalizowały się, w związku z łatwiejszym dostępem, następujące księgi:
- libri inscriptionum – księgi inskrypcji
- libri relationum – księgi relacji
- libri decretorum iudicii – księgi wyroków sądu grodzkiego
- libri decretorum oficii – księgi wyroków urzędu grodzkiego